# Força Aérea do Exército de Libertação de Laos
A Força Aérea do Exército de Libertação de Laos (FAELL) é a força aérea de Laos.

## História
A FAELL dos dias de hoje é derivada da aviação laociana, estabelecida pelos franceses que depois se tornou a Força Aérea Real de Laos. As forças de guerrilha da Pathet Lao começaram a operar algumas aeronaves na década de 1960, assim como outro grupo rebelde liderado por Kong Le. As forças de Kong Le foram mais tarde reincorporadas à Força Aérea Real de Laos. Quando os comunistas assumiram o poder em 1975, foi adotado o presente título desta força aérea.
O acordo de cooperação militar com a Rússia em 1997 resultou na entrada de serviço de 12 helicópteros Mil Mi-17 no ano de 1999, seguindo as entregas de outros Mi-8. Alguns sistemas de míssil terra-ar também entraram em serviço, tal como o SA-3 'Goa' e o SA-7B 'Grail'.

## Bases
A FAELL opera a partir de duas bases principais - Vientiane e Phonsavanh - com outras três bases auxiliadas por destacamentos das unidades principais. ALém das principais bases aéreas militares, existe também uma quantidade de aeroportos e aeródromos menores ao redor do país que são frequentemente utilizados pela Força Aérea e pela semi-militar linha aérea Lao Airlines. Em 1961 Laos possuía 25 aeródromos capazes de receber um C-47.
- Aeroporto Internacional de Wattay
- Long Tieng
- Aeroporto Internacional de Pakse
- Aeroporto de Xieng Khouang

## Aeronaves

### Frota atual
| Aeronave      | Origem     | Tipo                    | Versão      | Em serviço | Notas      |            |
| Transporte    | Transporte | Transporte              | Transporte  | Transporte | Transporte | Transporte |
| ------------- | ---------- | ----------------------- | ----------- | ---------- | ---------- | ---------- |
| Antonov An-74 | Rússia     | transporte              | An-74TK-100 | 1          |            |            |
| Antonov An-26 | Rússia     | transporte              |             | 1          |            |            |
| Xian MA60     | China      | transporte              |             | 2          |            |            |
| Helicópteros  |            |                         |             |            |            |            |
| Harbin Z-9    | China      | utilitário              |             | 5          |            |            |
| Mil Mi-17     | Rússia     | utilitário / transporte |             | 11         |            |            |
| Mil Mi-26     | Rússia     | transporte              |             | 1          |            |            |
| Kamov Ka-27   | Rússia     | utilitário              | Ka-32       | 2          |            |            |